# Jakob Friedrich Grundmann
Pour les articles homonymes, voir Grundmann.
Jakob Friedrich Grundmann (né en 1727 à Dresde ; décédé le 1er octobre 1800 dans cette même ville) était l'un des plus importants facteurs d'instruments à vent en bois allemand du 18e siècle.

## Biographie

Cor de basset en fa de l'atelier Grundmann, 1787.

Grundmann apprend son métier, tout comme Karl Augustin I Grenser chez Johann Poerschmann à Leipzig. En 1753, il retourne à Dresde où il ouvre son propre atelier de facture d'instruments à vent. Ses instruments étaient considérés à l'époque comme particulièrement beaux et appréciés pour leur sonorité claire et ronde ainsi que pour leur réponse facile. Ses hautbois, bassons et clarinettes en particulier ont été exportés jusqu'en Pologne et en Russie, où ils furent utilisés jusqu'au 19e siècle.
Après sa mort en 1800, son élève Johann Friedrich Floth reprend l'atelier.
Il reste de Grundmann sept cors de basset et plus de 50 hautbois dont un hautbois à trois clés datant de 1781